# Траоре, Идрисса (футболист, 1943)
Идрисса Мало Траоре (фр. Idrissa Malo Traoré; родился 24 декабря 1943 года, Гава, Сражающаяся Франция) — буркинийский футболист и тренер.

## Карьера футболиста
Траоре играл на позиции правого защитника в «АСФ Бобо-Диуласо», «Расинге» и «Жанне д’Арк», а также играл за сборную Верхней Вольты с 1964 по 1970 год.

## Карьера тренера
Под конец игровой карьеры Траоре получил тренерскую лицензию и начал свою тренерскую карьеру в клубе «Рэйл Клуб дю Кадиого». В 1986 году он приехал в Кот-д’Ивуар и возглавил «АСЕК Мимозас». После этого он был назначен тренером сборной Буркина-Фасо дважды: в 1992, где работал по 1996 год и в 2006, где был до 2007 года.